# NIDDM1
NIDDM1‏ (None) هوَ بروتين يُشَفر بواسطة جين NIDDM1 في الإنسان.